# Il Gallo e l'Arlecchino
(Jean Cocteau)
Il Gallo e l'Arlecchino è un saggio del 1918 scritto da Jean Cocteau. Il libro tratta dell'estetica musicale del Gruppo dei Sei ed è considerato il manifesto di tale cenacolo di artisti.
È stato pubblicato per la prima volta nel 1918 per le edizioni "La sirène" di Parigi, di proprietà dello stesso Cocteau e dell'amico Raymond Radiguet.

## Introduzione
Il pamphlet, originariamente pubblicato da solo, è stato poi inserito dallo stesso Cocteau in un più ampio volume dal titolo Il richiamo all'ordine contenenti altri saggi sull'estetica, non solo musicale, ma anche figurativa (interessante quello dedicato all'amico Picasso).
Strutturato in forma aforistica, riprende alcune tematiche già esposte da Friedrich Nietzsche ne Il caso Wagner e nel Contra Wagner, come il ritorno alla semplicità contenutistica e formale, con il conseguente abbandono dei temi mitizzanti e solenni tipici delle composizioni di Richard Wagner e Claude Debussy; da Nietzsche è ripresa anche la struttura aforistica tipica di Al di là del bene e del male. Oltre a questo sono espressi anche argomenti quali l'ispirazione dell'artista, che deve trovarsi nella quotidianità e nella tecnologia e l'affidamento dell'arte alle sole personalità dotate di genio. Vuole essere il manifesto della rinascita musicale francese, campione della quale sarebbe Erik Satie, con il quale Cocteau aveva già collaborato nel balletto Parade. I nuovi compositori che avrebbero potuto incarnare gli ideali qui espressi sarebbero stati i membri del Gruppo dei Sei, composto da giovanissimi compositori francesi destinati a fama mondiale.

## Caratteristiche
Il Gallo e l'Arlecchino fu il risultato di diversi anni di frequentazioni e collaborazioni artistiche, intellettuali e personali con diversi musicisti attivi nella Parigi del primissimo Novecento. Questo saggio infatti riassume il pensiero dei sei musicisti componenti il Gruppo dei Sei (Georges Auric, Louis Durey, Arthur Honegger, Darius Milhaud, Francis Poulenc e Germaine Tailleferre) attraverso la mediazione estetico-filosofica di Cocteau.
Nasce con l'intento di rivoluzionare la musica francese dopo la fine del movimento impressionista debussiano, pur non essendo totalmente indipendente dal punto di vista ideologico, in quanto influenzato in parte dal movimento futurista, in parte dalle istanze del cubismo, in parte ancora dall'estetica elaborata all'interno dei circoli intellettuali parigini. Le idee di questi movimenti mescolate alla vita movimentata (da bohemién) di Cocteau e dei Sei sono fondamentali per la creazione di questa nuova estetica.

### L'ispirazione dal quotidiano
Cocteau fa spesso riferimento alle sonorità del music-hall, alla musica e alle suggestioni del circo, alla musica afro-americana e a quella popolare europea, con le quali avrà particolari frequentazioni per tutta la gioventù (musiche che sono il trait-d'union sia tecnico che spirituale dei Sei). La visione del mondo del Gruppo dei Sei infatti, (e non quella prettamente stilistico-musicale) fu comunque, se non fondata su, almeno ispirata all'ideologia cocteauiana. Ciononostante nei cinque anni in cui vissero musicalmente in stretta vicinanza, sfornarono validi lavori collettivi, come Les Mariés de la Tour Eiffel (balletto, 1921) e L'album des Six, loro primo lavoro del 1921 per pianoforte solo, e c'è chi sostiene che l'influenza di Jean Cocteau sui Sei sia stata uguale a quella esercitata da Filippo Tommaso Marinetti su Luigi Russolo, in ambito futurista.

Va detto comunque che già dagli anni '70 dell'Ottocento la cultura parigina non era aliena dagli influssi del mondo quotidiano, fatto di colori e suoni provenienti dai contesti più disparati – non solo quindi modellato sulle formule simboliste e più spiccatamente impressioniste – si guardino i dipinti di Seurat sull'universo circense o le poesie di Jules Laforgue: 

### La lettura di Nietzsche e il richiamo alla semplicità
Ma non basta: punto non secondario della riflessione estetico-filosofica di Cocteau è la lettura dei saggi di Nietzsche su Richard Wagner, nei quali il filosofo tedesco si scaglia contro quel grande compositore che in Francia aveva trovato un terreno molto fertile.
A Nietzsche fa riferimento spesse volte sia lo stesso Cocteau che, più in generale, tutto il variopinto mondo dei salotti parigini (dalla stessa fonte provengono anche molte considerazioni del nascente movimento surrealista). L'atteggiamento quasi negativo di Nietzsche verso il cambiamento viene assimilato da Cocteau e trasformato in un desiderio di rifondazione culturale e musicale della Francia che abbia per basi la negazione della sovrabbondanza concettuale ed estetica tedesca e un superamento della solennità ipostatizzata della Francia impressionista. Vuole ricondurre l'estetica verso la semplicità concettuale di un certo barocco (nella fattispecie quello realizzato da François Couperin) dimenticando anche alcune delle conquiste musicali del passato più recente, contraddistinto da “l'abuso debussiano di titoli preziosi” e dal rispetto per il "formidabile ridicolo del libretto del Parsifal". Per fare ciò il nostro autore si serve di alcuni strumenti presi in prestito dallo stesso Nietzsche: l'attribuzione esclusiva di poteri straordinari all'artista dotato di talento; la creazione di un'opera d'arte totale, identificata con il balletto, al fine di spingersi verso il futuro (e verso l'assoluto) e non restare immobilizzati in un passato artistico senza via d'uscita.

### Il riferimento a Erik Satie
Se dunque Cocteau non rispetta né Debussy né Wagner, il suo modello è il sottovalutato Erik Satie, compositore che all'epoca era diventato famoso solo nella capitale francese e presso pochi altri estimatori. Il motivo di tutto ciò risiede nella stravaganza che contraddistingueva questo musicista: a delle musiche tecnicamente molto semplici, ma supportate da un'armonia alquanto accattivante e a volte pure sospesa paradossalmente fra il mistico e il cabarettistico, accostava dei titoli che non significavano nulla o quanto meno molto particolari; i suoi brani più famosi, i pezzi per pianoforte solo intitolati Gymnopédies che si rifacevano ad antiche celebrazione spartane, altri si intitolano Trois morceaux en forme de poire, oppure Pezzi freddi, o Non mettere la testa sul braccio o Non soffiarmi nell'orecchio. Il nonsense contrapposto al pregno-di-significato, la semplicità raffrontata alla sovrabbondanza sono il marchio di fabbrica dell'ideologia cocteauiana versata alla semplicità piuttosto che alla complessità: cosa ci potrebbe essere di più concettualmente semplice di un'idea senza senso?

### L'anti-germanismo
La voglia di semplicità è spinta da uno spirito di ribellione – è innanzitutto un richiamo all'ordine - contro i due succitati movimenti musicali che esplosero nella seconda metà dell'Ottocento: l'impressionismo francese e il wagnerismo tedesco. Proprio contro quest'ultimo elemento però Cocteau si scagliò con maggiore veemenza; il suo anti-germanismo e, nella fattispecie, anti-wagnerismo (palesemente ispirato dalla lettura dell'ultimo Nietzsche), può essere ricondotto a diversi fattori, ciascuno fondamentale a suo modo e che non poco ricordano le diverse tematiche nitzscheane citate poco sopra. Cercheremo qui di elencarli brevemente, rimandando poi ai diversi capitoli per spiegazioni più accurate:
1. Lo sciovinismo francese, collegato alla lunga diatriba politica e culturale franco-tedesca sfociata in diverse guerre, non ultima la guerra franco-prussiana (1870-1871) e la prima guerra mondiale (1914-1918); in un'epoca che si preparava alla seconda guerra mondiale, tale odio verso certe altre nazioni non era impensabile[6]. Si ricordi a questo proposito che l'odio verso Wagner fu ad un certo punto portato alle estreme conseguenze da Auric, il quale dichiarò pubblicamente di detestare anche Beethoven, Debussy, Ravel, il “Wagner russo” e cioè Stravinskij e pure Arnold Schönberg, Anton Webern e Béla Bartók (questi ultimi tre paradossalmente pubblicizzati in Francia proprio dagli stessi Sei che li avevano conosciuti di persona a Vienna)[7]. A detta di alcuni studiosi, l'amore per la propria patria prese ad un certo punto anche connotazioni antisemite, già latenti nel panorama intellettuale del secondo Ottocento[8].
2. Il velato disprezzo per l'impostazione mentale eccessivamente razionale e organizzata dei tedeschi spiegata con una metafora: “alla Francia, una puerpera che partorisce con amore in una camera in disordine, [Cocteau] contrappone la Germania, nazione di ostetrici che operano in una clinica dove regna l'ordine, la pulizia, la disciplina. La donna sospira e geme; gli ostetrici, dopo aver preparato a lungo l'operazione, se ne lavano le mani togliendosi la maschera, il camice, i guanti di gomma”[9]. In sintesi è quindi contrapposta la passionalità francese alla solennità quasi religiosa tedesca;
3. La passione per la teatralità del popolo tedesco, che allontana le menti dal quotidiano (ossia dal reale e tangibile) per avvicinarlo invece ad un inafferrabile misticismo leggendario. Tutto ciò non ha senso perché collega la musica alla droga, quasi un oppio dei popoli di marxiana memoria. “Bisogna che il musicista sappia guarire la musica dai suoi lacci, dalle sue moine, dai suoi sotterfugi, che – insomma – la obblighi per quanto è possibile a guardare in faccia l'ascoltatore”[10]
4. L'alienazione della mitologia teatrale tedesca che non spinge verso il futuro, attraverso la mediazione delle molte avanguardie come succede invece in Francia, ma è bloccata nel mitizzare e adorare un tempo inesistente e tanto rielaborato da risultare addirittura ridicolo.

La semplicità che da queste questioni deriva è poi strettamente legata al concetto di quotidianità che Cocteau cercò di esprimere attraverso diversi ed incisivi aforismi: 
 e ancora 
 oppure 
La quotidianità e la dicotomia semplicità-assoluto vengono però conciliate da Cocteau in un'estetica che vuole essere direzionata verso l'infinito partendo tuttavia dalla semplicità del quotidiano, di un mondo che non sia estraneo e, in un certo senso anche “teatrale”; questo universo, sublimato, deve riuscire a riportare lo spirito dell'ascoltatore verso l'assoluto, in una nuova estetica musicale del quotidiano e, paradossalmente, dell'infinito.